# Vũ Mộng Nguyên
Vũ Mộng Nguyên (1380 - ?, hiệu: Vị Khê, Lạn Kha) là một chính trị gia và nhà thơ thời Lê sơ trong lịch sử Việt Nam.

## Tiểu sử
Vũ Mộng Nguyên là người làng Đông Sơn, huyện Tiên Du, trấn Kinh Bắc (nay thuộc Thôn Đông Sơn - Xã Việt Đoàn - huyện Tiên Du, tỉnh Bắc Ninh).
Ông đỗ Thái học sinh (Tiến sĩ) năm 1400 thời nhà Hồ (đời Hồ Quý Ly), cùng khoa với Nguyễn Trãi, Nguyễn Mộng Tuân, Lý Tử Tấn.
Tuy thi đỗ nhưng ông không ra làm quan cho nhà Hồ mà về quê ở ẩn và mở trường dạy học. Đến khi cuộc khởi nghĩa Lam Sơn (1418-1427) thành công, Lê Lợi lên ngôi vua (1428), bèn cho vời ông ra làm Tư nghiệp Quốc tử giám, tước Thái Trung đại phu, sau thăng Tế tửu.
Năm 74 tuổi, ông về hưu. Trong buổi tiễn đưa ở cửa Đông kinh thành Thăng Long, "xe ngựa tấp nập, các quan ai cũng cho là một chuyện vinh hạnh".
Sử không chép về năm mất của Vũ Mộng Nguyên. Hiện ông được thờ tại Chân Khai Tự, một ngôi chùa tại làng Đông Sơn.

## Tác phẩm
Ông được đánh giá là một nhà thơ lớn với nhiều đóng góp cho văn học Việt Nam giai đoạn đầu thế kỷ 15.
Tác phẩm của Vũ Mộng Nguyên có Vị Khê thi tập, nay không còn. Chỉ còn lại 38 bài chép trong Toàn Việt thi lục, Việt âm thi tập và Tinh tuyển chư gia luật thi.
Thơ Vũ Mộng Nguyên phản ánh tâm sự một người dân mất nước thời Minh thuộc; song cũng mang cả tiếng nói hào hùng của một dân tộc đang vươn mình đứng dậy, quật ngã quân thù. Các bài thơ "Loạn hậu quá Lý triều di miếu hữu cảm" (Sau loạn qua ngôi miếu sót lại của triều Lý cảm xúc), "Chu trung vọng Bô Cô hãn hữu cảm" (Cảm hứng khi đi thuyền trông ra bến Bô Cô),...đã biểu hiện điều ấy. Nhưng vì không tham gia cuộc khởi nghĩa Lam Sơn, nên thơ Vũ Mộng Nguyên thiếu sức chiến đấu, chỉ có thể thấy ở đó tư tưởng yêu nước một cách xa xôi, bóng bẩy, nhuốm đôi chút oán giận, u hoài...
"Chu trung vọng Bô Cô hãn hữu cảm" được xem là bài thơ tiêu biểu của Vũ Mộng Nguyên:
| Phiên âm Hán-Việt: Chu trung vọng Bô Cô hãn hữu cảm Vân thâm thâm xứ thủy mang mang, Hãn mộc sâm si thất bát hàng. Lưu Tuấn thi trầm yên thảm đạm, Mộc Thành quân bại nhật hôn hoàng. Công danh thục dữ Trùng Hưng thịnh, Sự nghiệp nhưng đồng Xích Bích cường. Vận khứ nam hồi Tây Hán nhật, Bô Cô di tích thượng hoang lương. | Dịch nghĩa: Cảm hứng khi đi thuyền trông ra bến Bô Cô Nơi đây mây mờ mịt dưới ánh nước mênh mang, Những cọc gỗ san sát chừng bảy tám hàng. Đây là nơi Lưu Tuấn vùi thây, khói mây ảm đạm, Cũng là nợi Mộc Thạnh bại trận, bóng ngả hoàng hôn. Công danh nào rực rỡ bằng thời Trùng Hưng, Sự nghiệp này vẫn ngang với trận Xích Bích Vận hết rồi, khó quay trở lại đời Tây Hán, Nhưng vết tích trận Bô Cô vẫn còn lờ mờ. |

Mặt khác, những bài thơ bộc bạch tâm sự cá nhân như "Nhan lạc" (Nét mặt vui), "Bồn tùng" (Cây tùng trong chậu), "Khê cư" (Sống bên khe), "Trừ quan" (Từ quan), "Kỷ Hợi tuế trùng dương" (Tiết trùng dương năm Kỷ Hợi)...đã nói khá rõ còn đường mà ông đeo đuổi là giữ khí tiết trong sạch, lánh xa danh lợi, và an phận nghèo.
Về mặt nghệ thuật, thơ ông bình dị, tự nhiên trong cấu tứ, ít điển cố...Giới thiệu một bài thơ

## Sách tham khảo
- Phan Huy Chú, Lịch triều hiến chương loại chí (Tập I). Nhà xuất bản Khoa học xã hội, 1992.
- Nguyễn Huệ Chi, mục từ "Vũ Mộng Nguyên" in trong Từ điển văn học (bộ mới). Nhà xuất bản Thế giới, 2004.
- Trần Thị Băng Thanh (chủ biên), Văn học thế kỷ XV-XVII. Nhà xuất bản Khoa học xã hội, 2004.